# Honor 10
Honor 10 è uno smartphone realizzato da Honor, marchio di smartphone di Huawei. È il successore del Huawei Honor 9 all'interno della serie Huawei Honor. È stato presentato in prova in Europa il 15 Maggio 2018 a Londra.